# Kalikiri
Kalikiri là một thị trấn và mandal thuộc huyện Chittoor, bang Andhra Pradesh.